# Aldenham
Aldenham är en ort och civil parish i Storbritannien.   Den ligger i grevskapet Hertfordshire och riksdelen England, i den södra delen av landet, 24 km nordväst om huvudstaden London. Aldenham ligger 84 meter över havet och antalet invånare är 9 942.
Terrängen runt Aldenham är platt. Runt Aldenham är det mycket tätbefolkat, med 1 135 invånare per kvadratkilometer. Närmaste större samhälle är Watford, 3,6 km sydväst om Aldenham. Runt Aldenham är det i huvudsak tätbebyggt.